# FK Borac Banja Luka
FK Borac je bosanskohercegovački nogometni klub iz Banje Luke, a nastupa u Premijer ligi Bosne i Hercegovine. Borac je u svojoj povijesti 14 puta igrao i Prvu saveznu ligu Jugoslavije (najbolji plasman 4. mjesto), a najveći uspjesi ovoga kluba su osvajanje kupa maršala Tita 1988. godine, Srednjoeuropskog kupa 1992. godine, kupa Bosne i Hercegovine 2010. godine, te prvenstva Bosne i Hercegovine 2011., 2021. i 2024. godine. Tradicionalna boja kluba je crveno-plava. Svoje utakmice igra na Gradskom stadionu u Banjoj Luci, a najvjernija skupina navijača koja ga prati nosi naziv Lešinari.

## Povijest
Klub je osnovala grupa trgovačkih pomoćnika koji su se okupljali u gostionici „Putnik“ u Banjoj Luci po dogovoru iz sredine 1925. godine. Osnivačka skupština kluba održana je 4. srpnja 1926. godine. Po tome Borac spada u najstarije klubove u Bosni i Hercegovini. Razgovoru su prisustvovali: Mile i Brane Stefanović, Nikola i Mile Pucar, Branko i Božidar Ilić, Omer Isović, Rudi Hiter, Mustafa Softić, Zdravko Šerbl, Savo Novaković, Žarko Vranješević, Emil Zrelec i još nekoliko mladića, uglavnom trgovačkih pomoćnika. Mnogi od njih su s osnivanjem kluba vjerovali da će tim moći bolje i uspješnije izboriti svoja radnička prava. Mnogi suvremenici tih događanja su tvrdili da je, u neku ruku, Veselin Masleša dao ime klubu.
Po tome je klub dobio svoje prvo ime Radnički sportski klub Borac. Za predsjednika RSK Borac izabran je Rudolf Rudi Hiter, potpredsjednik je bio Savo Novaković.
Klupske boje 1932. bile su crvena i plava.
U sezoni 2010./11. po prvi puta su postali prvaci Bosne i Hercegovine.

## Stadion
Pošto je nogomet sve više zaokupljao Banjalučane, javila se potreba i za pravim stadionom. Svečano otvorenje obavljeno je 5. rujna 1937. godine, a u „Vrbaskim novinama“ tri dana kasnije objavljen je članak pod naslovom: „U nedjelju je otvoren stadion ‘Bana Kujundžića’“, u kojem je između ostalog pisalo:
„U nedjelju je u Banjoj Luci održana rijetka sportska svečanost. U prisustvu bana Bogoljuba Kujundžića, komandanta Vrbaske divizijske oblasti, generala Milivoja Alimpića, zatim velikog broja sportista, svečano je otvoren novi sportski stadion izgrađen na bivšem igralištu Krajišnika. Kao znak zahvanosti za veliku pomoć bana Kujundžića, stadion je dobio njegovo ime. Prvu utakmicu odigrali su Hajduk (Banja Luka) i Meteor (Krupa), a poslije toga snagu su odmjerili domaći Krajišnik i slavni beogradski BSK.“

## Lešinari
Lešinari su navijačka skupina nogometnog kluba Borac. Smješteni su na sjevernoj tribini od 2016. Gradskog stadiona Banja Luka. Skupina je osnovana krajem 1987. a prvi put se pojavljuje njihova zastava 28. studenog 1988. na Kup utakmici s novosadskom Vojvodinom. Iza tog imena stala je skupina navijača koja je na malo drugačiji, fanatičniji, način htjela pružiti potporu svom klubu. Velikoj euforiji doprinijele su izuzetno dobre igre kluba u Kupu maršala Tita 1987./88. Lešinari danas predstavljaju jednu od većih navijačkih skupina u Bosni i Hercegovini pa i šire. Imaju bliske prijateljske odnose s navijačkom skupinom Firma iz Novog Sada.

## Uspjesi
- Kup maršala Tita
  - Osvajač (1): 1987./88.
  - Finalist (1): 1974.

- Premijer liga Bosne i Hercegovine
  - Prvak (3): 2010./11., 2020./21., 2023./24.
  - Doprvak (2): 2022./23., 2024./25.

- Srednjoeuropski kup
  - Osvajač (1): 1992.

- Kup Bosne i Hercegovine
  - Osvajač (1): 2009./10.
  - Finalist (3): 2003./04., 2020./21., 2023./24.

- Kup Republike Srpske
  - Osvajač (6): 1994./95., 1995./96., 2008./09., 2010./11., 2011./12., 2022./23.

- Prva liga Republike Srpske
  - Prvak (5): 2000./01., 2005./06., 2007./08., 2016./17., 2018./19.

### Borac u Europi
Nogometni klub Borac je u europskim natjecanjima nastupio 38 puta. Ima skor od 12 pobjeda, 10 neodlučenih i 16 poraza. Izborio je  nastup u doigravanju Konferencijske lige u sezoni 2024./25.

## Poznati igrači
| - Ante Miše - Ivan Bedi - Tomo Knez - Anto Jakovljević - Marijan Jantoljak - Miroslav Stevanović - Velimir Sobolac | - Nenad Gavrilović - Milorad Bilbija - Husnija Fazlić - Darko Ljubojević - Abid Kovačević - Zoran Smileski - Ante Kasumović |

## Poznati treneri
- Mirko Bazić
- Husnija Fazlić (Kup Jugoslavije 1987./88.)
- Franjo Glaser
- Mirko Kokotović
- Josip Kuže
- Stanko Poklepović
- Zoran Smileski (Mitropa Kup 1992.)
- Zoran Marić (Kup BiH 2009./10.)
- Vlado Jagodić (Premijer Liga BiH 2010./11.)

## Vanjske poveznice
- (engl.) (srp.) Službene stranice FK Borca
- * Službene stranice SD Borac
- (srp.) Glas Srpske  Arhivirana inačica izvorne stranice od 29. svibnja 2016. (Wayback Machine) Veličanstveni uspjeh Borca za sva vremena